# Вилла Хаммершмидта
Вилла Хаммершмидта (нем. Villa Hammerschmidt) — здание в Бонне, с 1950 года резиденция федерального президента ФРГ, с 1994 года — вторая резиденция федерального президента Германии после дворца Бельвю в Берлине. Вилла расположена на берегу Рейна к северу от Дворца Шаумбурга, второй резиденции федерального канцлера Германии. Получила название по своему прежнему владельцу, фабриканту Рудольфу Хаммершмидту. Из-за внешнего сходства с Белым домом в Вашингтоне виллу Хаммершмидта называют «боннским Белым домом».
Земельный участок, где размещается вилла Хаммершмидта, был приобретён купцом Альбрехтом Троостом в 1860 году. В 1861—1862 годах началось возведение двухэтажного здания виллы в классицистском стиле по проекту архитектора Августа Дикхоффа. Троост с женой поселился на вилле в 1863 году и приобрёл близлежащие земельные участки. После смерти жены Трооста вилла перешла в собственность предпринимателя Леопольда Кёнига, который в том же году приступил к её перестройке. При Кёниге вилла увеличилась в размерах и приобрела музыкальную комнату и столовую. К 1871 году была пристроено полуподвальное помещение, обустроен стеклянный купол и пальмовый зимний сад длиной 39 м. Салон пальмового сада впоследствии использовался под бильярдную. В 1872 году было построено здание сторожки, в которой проживал садовник, в 1875 году появилась подпорная стена у Годесбергского ручья. Здание конюшни из трёх павильонов было построено в 1876 году. В последующие годы на вилле производились другие дополнительные строительные работы: под руководством Отто Пеннера были оформлены уличный и рейнский фасады, обустроен мезонин, бельведер, террасы и парадная лестница. В 1880 году у рейнского фасада был возведён так называемый грот Нибелунгов, в 1888 году был заложен общий с соседней виллой ландшафтный парк.
В 1899 году виллу Кёнига приобрёл Рудольф Хаммершмидт, тайный советник коммерции и фабрикант. При нём на вилле был оформлен мрамором Ракушечный зал, соединивший жилые помещения и пальмовый зимний сад. После смерти Хаммершмидта вилла в 1928 году была поделена на 12 квартир, сдававшихся в аренду, мебель и художественная коллекция были проданы с аукциона. Позднее вилла вместе с земельным участком была арендована маклером по недвижимости Мауром, при котором были произведены некоторые изменения, в частности был снесён пальмовый зимний сад, утрачено убранство Ракушечного зала, переоборудованного также под жилое помещение.

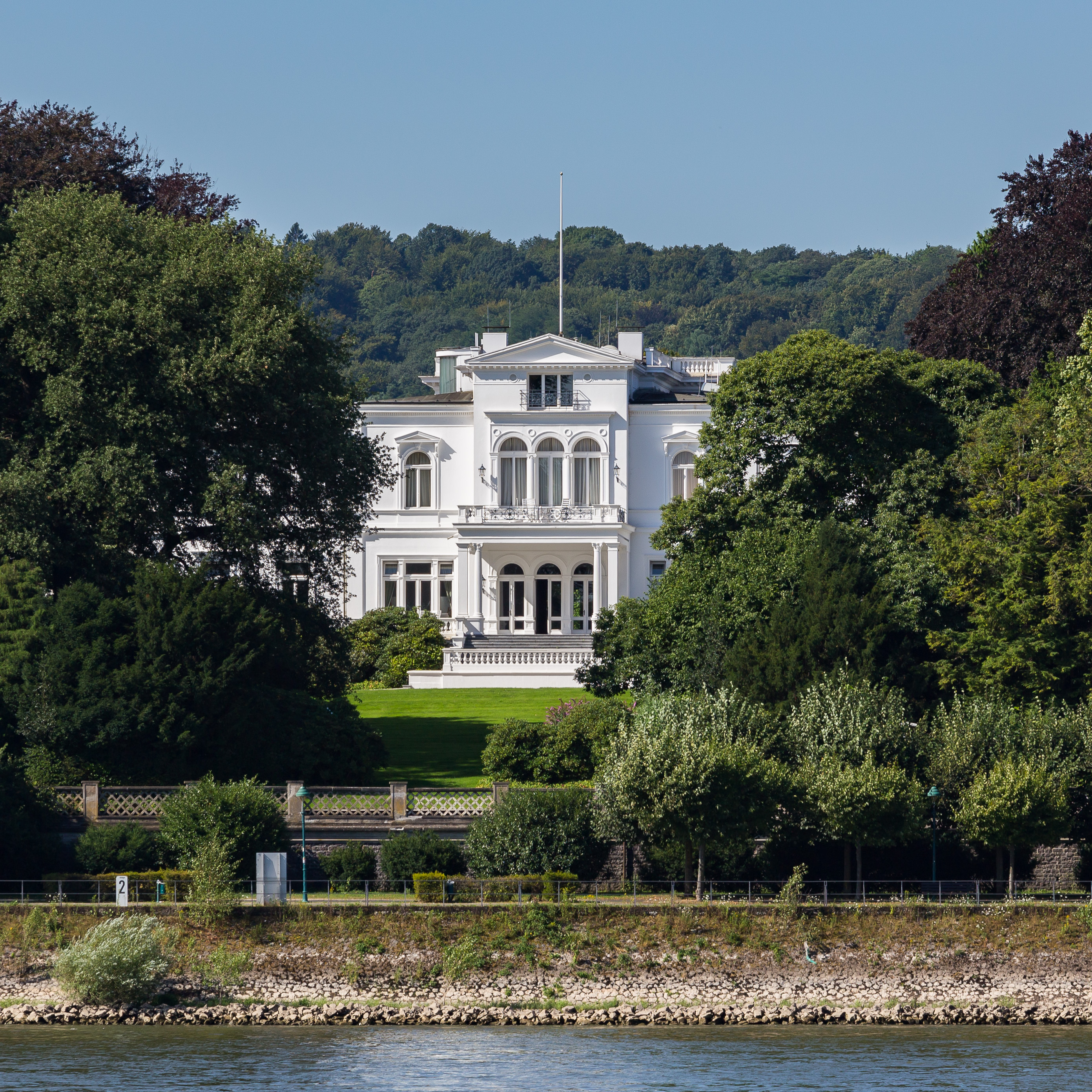
Рейнский фасад виллы Хаммершмидта

Во Вторую мировую войну вилла Хаммершмидта не пострадала, после войны была конфискована оккупационными войсками. В 1948—1949 годах её занимал верховный главнокомандующий бельгийских вооружённых сил в Германии генерал Жан-Батист Пирон. 5 апреля 1950 года вилла Хаммершмидта была приобретена государством под резиденцию федерального президента. Соответствующие строительные работы начались на вилле ещё в январе. 15 декабря 1950 года на виллу Хаммершмидта официально въехал федеральный президент Теодор Хойс, который в отличие от своих преемников действительно там проживал. По желанию Хойса грот Нибелунгов в парке был снесён.
В 1969—1984 годах вилла неоднократно перестраивалась. При Вальтере Шееле в чердачном помещении виллы был оборудован кинозал. При Рихарде фон Вайцзеккере чердачный этаж обзавёлся столом для игры в теннис. Личные покои федерального президента находятся на верхнем этаже. На первом этаже размещаются представительские помещения: зал приёмов, каминный зал, столовая и терраса. Современная обстановка виллы, преимущественно в стиле французского ампира, была привезена из кассельского дворца Вильгельмсхёэ. Во времена, когда вилла Хаммершмидт являлась первой резиденцией федерального президента, на террасе, выходящей на Рейн, проводилась церемония официального назначения членов правительства ФРГ.
После того, как в 1994 году федеральный президент Рихард фон Вайцзеккер перенёс свою официальную резиденцию во дворец Бельвю в Берлине, вилла Хаммершмидта сохранила функции резиденции главы государства. Во время пребывания федерального президента в Бонне над виллой Хаммершмидта развевается государственный флаг Германии. С мая 2011 года город Бонн предоставляет возможность проведения на вилле Хаммершмидта официальных церемоний бракосочетания.